# モンタナ州選出のアメリカ合衆国下院議員
モンタナ州選出のアメリカ合衆国下院議員は、アメリカ合衆国モンタナ州選出のアメリカ下院議員である。1864年から1889年まで存在したモンタナ準州選出の下院議員についてもこの項目で扱う。

## モンタナ準州選出議員一覧

### 議決権のない代議員
| 議会                         | 氏名                      | 政党   |
| ---------------------------- | ------------------------- | ------ |
| 第38議会 （1863年 - 1865年） | サミュエル・マクリーン    | 民主党 |
| 第39議会 （1865年 - 1867年） | サミュエル・マクリーン    | 民主党 |
| 第40議会 （1867年 - 1869年） | ジェームズ・M・カバナウ   | 民主党 |
| 第41議会 （1869年 - 1871年） | ジェームズ・M・カバナウ   | 民主党 |
| 第42議会 （1871年 - 1873年） | ウィリアム・H・クラゲット | 共和党 |
| 第43議会 （1873年 - 1875年） | マーティン・マギニス      | 民主党 |
| 第44議会 （1875年 - 1877年） | マーティン・マギニス      | 民主党 |
| 第45議会 （1877年 - 1879年） | マーティン・マギニス      | 民主党 |
| 第46議会 （1879年 - 1881年） | マーティン・マギニス      | 民主党 |
| 第47議会 （1881年 - 1883年） | マーティン・マギニス      | 民主党 |
| 第48議会 （1883年 - 1885年） | マーティン・マギニス      | 民主党 |
| 第49議会 (1885年 - 1887年)   | ジョセフ・トゥール        | 民主党 |
| 第50議会 （1887年 - 1889年） | ジョセフ・トゥール        | 民主党 |
| 第51議会 （1889年 - 1891年） | トーマス・H・カーター     | 共和党 |

## モンタナ州選出議員一覧

### 全州選挙区(第51議会〜第65議会)
| 議会                         | 全州選挙区                         | 全州選挙区 | 全州選挙区           | 全州選挙区 |
| 議会                         | 第1                                | 政党       | 第2                  | 政党       |
| ---------------------------- | ---------------------------------- | ---------- | -------------------- | ---------- |
| 第51議会 （1889年 - 1891年） | トーマス・H・カーター              | 共和党     |                      |            |
| 第52議会 （1891年 - 1893年） | ウィリアム・W・ディクソン          | 民主党     |                      |            |
| 第53議会 （1893年 - 1895年） | チャールズ・S・ハートマン          | 共和党     |                      |            |
| 第54議会 （1895年 - 1897年） | チャールズ・S・ハートマン          | 共和党     |                      |            |
| 第55議会 （1897年 - 1899年） | チャールズ・S・ハートマン          | 銀共和党   |                      |            |
| 第56議会 （1899年 - 1901年） | アルバート・ジェームズ・キャンベル | 民主党     |                      |            |
| 第57議会 （1901年 - 1903年） | コールドウェル・エドワーズ         | 人民党     |                      |            |
| 第58議会 （1903年 - 1905年） | ジョセフ・ディクソン               | 共和党     |                      |            |
| 第59議会 （1905年 - 1907年） | ジョセフ・ディクソン               | 共和党     |                      |            |
| 第60議会 （1907年 - 1909年） | チャールズ・プレイ                 | 共和党     |                      |            |
| 第61議会 （1909年 - 1911年） | チャールズ・プレイ                 | 共和党     |                      |            |
| 第62議会 （1911年 - 1913年） | チャールズ・プレイ                 | 共和党     |                      |            |
| 第63議会 （1913年 - 1915年） | ジョン・エヴァンズ                 | 民主党     | トム・スタウト       | 民主党     |
| 第64議会 （1915年 - 1917年） | ジョン・エヴァンズ                 | 民主党     | トム・スタウト       | 民主党     |
| 第65議会 （1917年 - 1919年） | ジョン・エヴァンズ                 | 民主党     | ジャネット・ランキン | 共和党     |

### 2選挙区(第66議会〜第102議会)
| 議会                          | 地区                         | 地区                 | 地区                   | 地区                         |
| 議会                          | モンタナ州1区                | 政党                 | モンタナ州2区          | 政党                         |
| ----------------------------- | ---------------------------- | -------------------- | ---------------------- | ---------------------------- |
| 第66議会 （1919年 - 1921年）  | ジョン・エヴァンズ           | 民主党               | カール・リディック     | 共和党                       |
| 第67議会 （1921年 - 1923年）  | ワシントン・J・マコーミック  | 共和党               | カール・リディック     | 共和党                       |
| 第68議会 （1923年 - 1925年）  | ジョン・エヴァンズ           | 民主党               | スコット・リービット   | 共和党                       |
| 第69議会 （1925年 - 1927年）  | ジョン・エヴァンズ           | 民主党               | スコット・リービット   | 共和党                       |
| 第70議会 （1927年 - 1929年）  | ジョン・エヴァンズ           | 民主党               | スコット・リービット   | 共和党                       |
| 第71議会 （1929年 - 1931年）  | ジョン・エヴァンズ           | 民主党               | スコット・リービット   | 共和党                       |
| 第72議会 （1931年 - 1933年）  | ジョン・エヴァンズ           | 民主党               | スコット・リービット   | 共和党                       |
| 第73議会 （1933年 - 1935年）  | ジョセフ・モナハン           | 民主党               | ロイ・エアーズ         | 民主党                       |
| 第74議会 （1935年 - 1937年）  | ジョセフ・モナハン           | 民主党               | ロイ・エアーズ         | 民主党                       |
| 第75議会 （1937年 - 1939年）  | ジェリー・オコンネル         | 民主党               | ジェームズ・オコナー   | 民主党                       |
| 第76議会 （1939年 - 1941年）  | ジェイコブ・ソーケルソン     | 共和党               | ジェームズ・オコナー   | 民主党                       |
| 第77議会 （1941年 - 1943年）  | ジャネット・ランキン         | 共和党               | ジェームズ・オコナー   | 民主党                       |
| 第78議会 （1943年 - 1945年）  | マイケル・マンスフィールド   | 民主党               | ジェームズ・オコナー   | 民主党                       |
| 第79議会 （1945年 - 1947年）  | マイケル・マンスフィールド   | 民主党               | ジェームズ・オコナー   | 民主党                       |
| ウェズリー・デワート          | マイケル・マンスフィールド   | 民主党               | 共和党                 |                              |
| ウェズリー・デワート          | マイケル・マンスフィールド   | 民主党               | 共和党                 | 第80議会 （1947年 - 1949年） |
| ウェズリー・デワート          | マイケル・マンスフィールド   | 民主党               | 共和党                 | 第81議会 （1949年 - 1951年） |
| ウェズリー・デワート          | マイケル・マンスフィールド   | 民主党               | 共和党                 | 第82議会 （1951年 - 1953年） |
| ウェズリー・デワート          | 第83議会 （1953年 - 1955年） | リー・メトカーフ     | 共和党                 | 民主党                       |
| 第84議会 （1955年 - 1957年）  | オービン・フジャレ           | リー・メトカーフ     | 共和党                 | 民主党                       |
| 第85議会 （1957年 - 1959年）  | リロイ・アンダーソン         | リー・メトカーフ     | 民主党                 | 民主党                       |
| 第86議会 （1959年 - 1961年）  | リロイ・アンダーソン         | リー・メトカーフ     | 民主党                 | 民主党                       |
| 第87議会 （1961年 - 1963年）  | アーノルド・オルセン         | 民主党               | ジェームズ・バッティン | 共和党                       |
| 第88議会 （1963年 - 1965年）  | アーノルド・オルセン         | 民主党               | ジェームズ・バッティン | 共和党                       |
| 第89議会 （1965年 - 1967年）  | アーノルド・オルセン         | 民主党               | ジェームズ・バッティン | 共和党                       |
| 第90議会 （1967年 - 1969年）  | アーノルド・オルセン         | 民主党               | ジェームズ・バッティン | 共和党                       |
| 第91議会 （1969年 - 1971年）  | アーノルド・オルセン         | 民主党               | ジェームズ・バッティン | 共和党                       |
| ジョン・メルチャー            | アーノルド・オルセン         | 民主党               | 民主党                 |                              |
| ジョン・メルチャー            | 第92議会 （1971年 - 1973年） | リチャード・シャウプ | 民主党                 | 共和党                       |
| ジョン・メルチャー            | 第93議会 （1973年 - 1975年） | リチャード・シャウプ | 民主党                 | 共和党                       |
| ジョン・メルチャー            | 第94議会 （1975年 - 1977年） | マックス・ボーカス   | 民主党                 | 民主党                       |
| 第95議会 （1977年 - 1979年）  | ロン・マーレニー             | マックス・ボーカス   | 共和党                 | 民主党                       |
| 第96議会 （1979年 - 1981年）  | ロン・マーレニー             | パット・ウィリアムズ | 共和党                 | 民主党                       |
| 第97議会 （1981年 - 1983年）  | ロン・マーレニー             | パット・ウィリアムズ | 共和党                 | 民主党                       |
| 第98議会 （1983年 - 1985年）  | ロン・マーレニー             | パット・ウィリアムズ | 共和党                 | 民主党                       |
| 第99議会 （1985年 - 1987年）  | ロン・マーレニー             | パット・ウィリアムズ | 共和党                 | 民主党                       |
| 第100議会 （1987年 - 1989年） | ロン・マーレニー             | パット・ウィリアムズ | 共和党                 | 民主党                       |
| 第101議会 （1989年 - 1991年） | ロン・マーレニー             | パット・ウィリアムズ | 共和党                 | 民主党                       |
| 第102議会 （1991年 - 1993年） | ロン・マーレニー             | パット・ウィリアムズ | 共和党                 | 民主党                       |

### 全州選挙区(第103議会〜第117議会)
第103議会から第117議会まで、モンタナ州全州選挙区が設置された。
| 議会                          | 氏名                   | 政党                          |
| ----------------------------- | ---------------------- | ----------------------------- |
| 第103議会 （1993年 - 1995年） | パット・ウィリアムズ   | 民主党                        |
| 第104議会 （1995年 - 1997年） | パット・ウィリアムズ   | 民主党                        |
| 第105議会 （1997年 - 1999年） | リック・ヒル           | 共和党                        |
| 第106議会 （1999年 - 2001年） | リック・ヒル           | 共和党                        |
| 第107議会 （2001年 - 2003年)  | デニー・レーバーグ     | 共和党                        |
| 第108議会 （2003年 - 2005年） | デニー・レーバーグ     | 共和党                        |
| 第109議会 （2005年 - 2007年） | デニー・レーバーグ     | 共和党                        |
| 第110議会 （2007年 - 2009年） | デニー・レーバーグ     | 共和党                        |
| 第111議会 （2009年 - 2011年） | デニー・レーバーグ     | 共和党                        |
| 第112議会 （2011年 - 2013年） | デニー・レーバーグ     | 共和党                        |
| 第113議会 （2013年 - 2015年） | スティーブ・デインズ   | 共和党                        |
| 第114議会 （2015年 - 2017年） | ライアン・ジンキ       | 共和党                        |
| 第115議会 （2017年 - 2019年） | ライアン・ジンキ       | 共和党                        |
| グレッグ・ジアンフォルテ      | 共和党                 |                               |
| グレッグ・ジアンフォルテ      | 共和党                 | 第116議会 （2019年 - 2021年） |
| 第117議会 （2021年 - 2023年） | マット・ローザンデール | 共和党                        |

### 2選挙区(第118議会〜現在)
2023年から始まる第118議会以降、2つの選挙区が設置された。
| 議会                          | 地区             | 地区   | 地区                   | 地区   |
| 議会                          | モンタナ州1区    | 政党   | モンタナ州2区          | 政党   |
| ----------------------------- | ---------------- | ------ | ---------------------- | ------ |
| 第118議会 （2023年 - 2025年） | ライアン・ジンキ | 共和党 | マット・ローザンデール | 共和党 |